# 出口陽
出口 陽（でぐち あき、1988年〈昭和63年〉3月14日 - ）は、日本の歌手であり、女性アイドルグループ・SKE48の元メンバーである。AKB48元研究生メンバー。アニソンシンガーとしての名義はaki。三重県松阪市出身。SKE48およびAKB48在籍時にはAKSに所属していた。クロコダイルを経て、現在は個人で活動している。

## 略歴
- 2007年5月27日、『AKB48第一回研究生（4期生）オーディション』に合格（合格者18名）。
- 2007年7月9日、『ひまわり組 1st Stage「僕の太陽」』公演にてAKB48劇場公演デビュー。
- 2007年11月26日、短大への復学を理由に『ひまわり組 1st Stage「僕の太陽」』公演をもってAKB48を卒業した[2]。
- 2008年7月31日、『SKE48オープニングメンバーオーディション』に合格。
- 2008年10月5日、『SKE48 チームS 1st Stage「PARTYが始まるよ」』公演において選抜メンバー16名のうちの一人としてSKE48劇場 (SUNSHINE STUDIO) 公演デビュー。
- 2009年3月、選抜メンバー16名がチームSへ移行し、チームSのメンバーとなる。
- 2013年3月9日、出身地の松阪市から『松阪市ブランド大使』の1人として任命される（任期は2015年3月末）[3]。
- 2013年10月、「SKE48 リクエストアワーセットリストベスト50 2013」において、佐藤実絵子との公演曲「あなたとクリスマスイブ」で1位を獲得。
- 2014年3月13日、この日行われた自身の生誕祭で歌手の勉強をするため、4月でSKE48を卒業する事を発表[4][5][6]。
- 2014年4月29日、この日行われる個別握手会をもってSKE48としての活動を終了した。
- 2015年2月、1stシングル「FLASH BACK」でソロデビュー[7]。
- 2016年3月9日、メジャーデビュー1st mini album「Daybreak」をリリース。ハイレゾ版邦楽ランキングで1位を獲得。
- 2016年7月、クロコダイルに「aki」名義として所属。
- 2016年11月9日、「Disteny」リリース。
- 2016年11月16日、「絶対的晴天青空」リリース。タワーレコード全国ウィークリー販売ランキング 第7位、ビルボードジャパンウィークリーソールドランキング 第9位、オリコンウィークリーシングルランキング 第18位、TBSテレビ カウントダウンTV(2016年11月26日放送)第17位 、テレビ東京/テレビ大阪 ジャパンカウントダウン(2016年11月27日放送)第7位を獲得。
- 2017年8月23日、「クリオネの灯り/Starting Days!!」リリース。タワーレコード全店総合シングルランキング 第10位、ビルボードセールスランキング 第12位、オリコンウイークリーランキング 第19位を獲得。
- 2018年5月2日、「桜色クリシェ」リリース。
- 2019年11月20日、「ビロードの記憶」リリース。
- 2020年5月31日、クロコダイルを退社。
- 2020年6月1日、自身のレーベル「Lotusbloom Records」の立ち上げと、里咲りさが社長を務める「フローエンタテイメント」との業務提携を発表[8]。
- 2021年3月14日、「Heart」リリース。
- 2021年9月20日、「君色サイリウム」リリース[9]。
- 2021年11月1日、「始まりの星」配信リリース[10]。
- 2022年7月30日、「証明写真」配信リリース[11]。
- 2023年8月25日、自主レーベル設立後初の全国リリースとして、ミニアルバム「Bluedaisy」リリース[12]。同日、YouTubeにて、アルバム・リード曲「Get it back」のミュージックビデオを公開。

## 人物
- 愛称は、あきすん[13]。

### AKB48
- 中西優香は、AKB48研究生時代の同期である[14]。
- AKB48研究生時代の同期だった倉持明日香、佐藤亜美菜、成瀬理沙との4名を、本人たちは「Team 4」と呼んでいる[15][注 1]。
- 最も好きな歌はオーディションでも歌った「ルビーの指環」（寺尾聰）[16]。

### SKE48
- SKE48劇場元支配人・湯浅洋によれば「チームSの隠し味的存在。おしるこに一つまみ塩を入れると味が引き立つのと同じで、チームSには無くてはならない存在」とのこと[17] 。
- 「SKE48の歌姫」と呼ばれる高い歌唱力を持ち、本人も「歌っている時が、一番楽しい」と語る。湯浅によれば「ソロデビューさせてあげたいと思うほど、歌に磨きがかかっていると思います。今年（2011年）は彼女の歌声をもっとアピールできる場所を、もっと作ってあげたいですね」とのこと[18]。
- 桑原の他に鬼頭桃菜・平松可奈子・赤枝里々奈・佐藤聖羅・上野圭澄・金子栞と出口本人の計8人からなる、SKE48メンバーを対象にした非公式ユニット「出口陽セレクション8」（通称：「陽Pセレクション8」「陽P選抜」）を2012年10月11日付のGoogle+の出口本人の投稿において選定している。同年12月10日発売の週刊プレイボーイ（集英社）にて水着グラビアを飾った。後に桑原・平松・赤枝・上野が2013年5月6日に卒業したため、竹内舞・二村春香・岩永亞美・菅なな子を新メンバーとして迎え、同月13日発売の週刊プレイボーイにて2度目のグラビアを飾った。7月17日発売の12thシングル「美しい稲妻」のカップリング曲「スルー・ザ・ナイト」において「出口陽セレクション8」のメンバーがセレクション8として歌唱することとなった。同曲は2013年10月に行われた「SKE48 リクエストアワーセットリストベスト50 2013」では25位に輝いた。

## AKB48・SKE48在籍時の参加曲

### シングルCD選抜曲
SKE48名義
- 強き者よ
- 「青空片想い」に収録
  - バンジー宣言 - 「チームB.L.T.」名義
- 「ごめんね、SUMMER」に収録
  - ピノキオ軍 - 「シアターガールズ」名義
- 「1!2!3!4! ヨロシク!」に収録
  - 青春は恥ずかしい - 「紅組」名義
  - そばにいさせて
- 「バンザイVenus」に収録
  - 誰かのせいにはしない - 「紅組」名義
- 「パレオはエメラルド」に収録
  - パパは嫌い - 「紅組」名義
- 「オキドキ」に収録
  - 微笑みのポジティブシンキング - 「紅組」名義
- 「片想いFinally」に収録
  - 声がかすれるくらい - 「紅組」名義
- 「アイシテラブル!」に収録
  - ハレーション - 「セレクション8」名義
  - なんて銀河は明るいのだろう - 「紅組」名義
- 「キスだって左利き」に収録
  - 鳥は青い空の涯を知らない - 「紅組」名義
- 「チョコの奴隷」に収録
  - バイクとサイドカー - 「14カラット」名義
- 「美しい稲妻」に収録
  - JYURI-JYURI BABY - 「Team S」名義
  - スルー・ザ・ナイト -「セレクション8」名義
- 「賛成カワイイ!」に収録
  - 石榴の実は憂鬱が何粒詰まっている? - 「紅組」名義

AKB48名義
- 「夕陽を見ているか?」に収録
  - 夕陽を見ているか?（ひまわり2.1Mix）
- 「ギンガムチェック」に収録
  - あの日の風鈴 - 「ウェイティングガールズ」名義

### アルバムCD選抜曲
SKE48名義
- 『この日のチャイムを忘れない』に収録
  - フラフープでGO!GO!GO! - 「チームS」名義
  - Beginner - 「チームS」名義

AKB48名義
- 『ここにいたこと』に収録
  - ここにいたこと - 「AKB48+SKE48+SDN48+NMB48」名義
- 『1830m』に収録
  - 青空よ 寂しくないか? - 「AKB48+SKE48+NMB48+HKT48」名義

### 劇場公演ユニット曲

#### AKB48
ひまわり組 1st Stage「僕の太陽」
- ヒグラシノコイ（2ndメンバー）
※増田有華のスタンバイ

#### SKE48
チームS 1st Stage 「PARTYが始まるよ」公演
- あなたとクリスマスイブ

 チームS 2nd Stage「手をつなぎながら」
- この胸のバーコード（1st UNIT）
- 雨のピアニスト（2nd UNIT）

 チームS 3rd Stage「制服の芽」
- 万華鏡（1st UNIT）
- 女の子の第六感（2nd UNIT）

 チームS 4th Stage「RESET」公演
- 明日のためにキスを

## 作品

### シングル
| 枚                               | リリース日       | タイトル                       | 最高位           | 販売形態         | 商品コード                    | 備考 |
| hidamari Records                 | hidamari Records | hidamari Records               | hidamari Records | hidamari Records | hidamari Records              | hidamari Records |
| -------------------------------- | ---------------- | ------------------------------ | ---------------- | ---------------- | ----------------------------- | --- |
| 1st                              | 2015年2月25日    | FLASH BACK                     | 40位             | CD               | MIUZ-12 MIUZ-13               | Type-A Type-B |
| クロコダイルレコード/Universal D |                  |                                |                  |                  |                               | |
| 2nd                              | 2016年11月16日   | 絶対的晴天青空                 | 18位             | CD               | POCS-1509 POCS-1510 POCS-1511 | aki盤（通常盤） クレーンゲール盤 ダークチェリー盤                                                                                  |
| 3rd                              | 2017年8月23日    | クリオネの灯り/Starting Days!! | 19位             | CD               | POCS-1615 POCS-1616 POCS-1617 | aki盤（通常盤） クリオネの灯り盤 ネプテューヌ盤                                                                                    |
| 4th                              | 2018年5月2日     | 桜色クリシェ                   | 47位             | CD               | POCS-1687 POCS-1688           | aki盤 鹿楓堂よついろ日和盤 |
| 5th                              | 2019年11月20日   | ビロードの記憶                 | 119位            | CD               | XNCD-10001                    | |
| Lotusbloom Records               |                  |                                |                  |                  |                               | |
| 6th                              | 2021年3月14日    | Heart                          |                  | CD 配信          | LB-0001                       | CDはクラウドファンディング支援者向け限定                                                                                           |
| 7th                              | 2021年9月20日    | 君色サイリウム                 |                  | CD               | LB-0002                       | 東京ビッグサイトで開催されたオリジナル同人誌即売会「COMITIA137」の会場で販売後、出口の公式オンラインショップとメロンブックスで販売 |
| 8th                              | 2022年7月30日    | 証明写真                       |                  | 配信             |                               | |

### ミニアルバム
| 枚                                       | リリース日                               | タイトル                                 | 最高位                                   | 販売形態                                 | 商品コード                               | 備考                                     |
| エクシング・ミュージックエンタテイメント | エクシング・ミュージックエンタテイメント | エクシング・ミュージックエンタテイメント | エクシング・ミュージックエンタテイメント | エクシング・ミュージックエンタテイメント | エクシング・ミュージックエンタテイメント | エクシング・ミュージックエンタテイメント |
| ---------------------------------------- | ---------------------------------------- | ---------------------------------------- | ---------------------------------------- | ---------------------------------------- | ---------------------------------------- | ---------------------------------------- |
| 1st                                      | 2016年3月9日                             | Daybreak                                 | 54位                                     | CD+DVD CD+LIVE CD CD                     | QFCX-1001 QFCX-1002 QFCX-1003            | 初回限定盤 通常盤 with LIVE 通常盤       |
| LotusBloomRecords                        |                                          |                                          |                                          |                                          |                                          |                                          |
| 2nd                                      | 2023年8月25日                            | Bluedaisy                                |                                          | CD                                       | LOTS-0003                                | 自主レーベル設立後、初の全国リリース     |

### 配信楽曲
- I’m a Little little cat
- 始まりの星

### 参加楽曲
- destiny（2016年11月9日発売[注 2]）
- 春乱舞流走歌（テレビアニメ『美少女遊戯ユニットクレーンゲールギャラクシー』第4話挿入歌[注 3]）
- My Name Is…（テレビアニメ『ラブ米 -WE LOVE RICE-』挿入歌[注 4]）

### タイアップ
| 楽曲                    | タイアップ                                                                             |
| ----------------------- | -------------------------------------------------------------------------------------- |
| I’m a Little little cat | ひかりTVゲーム「にゃんにゃん」のエンディングテーマ                                     |
| 絶対的晴天青空          | テレビアニメ「美少女遊戯ユニット クレーンゲールギャラクシー」エンディングテーマ        |
| 絶対的晴天青空          | バスケットボールBリーグチーム「香川ファイブアローズ」2016-2017シーズン公式チーム応援歌 |
| 絶対的晴天青空          | オンラインクレーンゲーム「PrizeHunterウホウホオンライン」CMソング                      |
| 絶対的晴天青空          | 読売テレビ「音力」2016年10月度エンディングテーマ                                       |
| 絶対的晴天青空          | 読売テレビ「ピーチcafe」2016年10月度エンディングテーマ                                 |
| 絶対的晴天青空          | 中京テレビ「PS純金」2016年11月度エンディングテーマ                                     |
| 絶対的晴天青空          | 中京テレビ「キャッチ！」2016年11月度お天気コーナー楽曲                                 |
| destiny                 | テレビアニメ「ナゾトキネ」エンディングテーマ                                           |
| クリオネの灯り          | テレビアニメ「クリオネの灯り」オープニングテーマ                                       |
| 空ヲ飛ブ風              | テレビアニメ「クリオネの灯り」エンディングテーマ                                       |
| Starting Days!!         | ゲーム「新次元ゲイム ネプテューヌVIIR」オープニングテーマ                              |
| 迷宮                    | 映画『私は絶対許さない』主題歌                                                         |
| 桜色クリシェ            | テレビアニメ『鹿楓堂よついろ日和』オープニングテーマ                                   |
| ビロードの記憶          | 映画『東京ワイン会ピープル』主題歌                                                     |
| DO YOUR BEST!           | 「香川ファイブアローズ」2019 - 2020年公式応援ソング                                    |
| 天使にはなれない        | 映画『私だってするんです』主題歌                                                       |
| 君色サイリウム          | 同人誌漫画『あの娘ぼくがヲタ芸決めたらどんな顔するだろう』PV主題歌                     |
| 始まりの星              | ゲーム『崩壊学園2』キャラクターイメージソング（フェミリス）                            |
| ハジマリノオト          | アニメ『きらめけ！VIVACIOUS DASH 劇場版』主題歌                                        |

## 出演

### テレビアニメ
テレビアニメはすべてaki名義。
2016年
- ナゾトキネ（佐波畑優香）
- 美少女遊戯ユニット クレーンゲールギャラクシー（ペドロ織田）

### テレビドラマ
- モウソウ刑事!（2011年1月12日 - 3月30日、東海テレビ）

### テレビCM
- キンライサー（風呂給湯器、近畿ライフサービス）[21]

### バラエティ
- 週刊AKB（2009年8月28日・9月4日・2011年8月19日、テレビ東京）
- SKE48学園（2009年10月3日 - 、アイドル専門チャンネルPigoo）
- 地元応援バラエティ このへん!!トラベラー 生放送2時間スペシャル（2009年12月30日、中京テレビ）
- でらSKE〜夜明け前の国盗り48番勝負（2010年4月5日 - 2011年5月4日、TBS）
- AKBINGO!（2010年6月2日 - 16日、日本テレビ）
- 知って解決!SKEっとネット（2010年6月21日、NHK総合、名古屋放送局制作）
- SKE48のアイドル×アイドル（2010年12月20日・27日、中京テレビ）
- ぶっつけ!!〜SKE48マルチタレントへの道〜（2011年4月8日 - 6月10日、東海テレビ）
- SKE48の世界征服女子（2011年10月3日 - 2012年9月19日・不定期出演、中京テレビ）
- SKE48のエビフライデーナイト（2013年11月2日 - 12月21日・不定期出演、日本テレビ）

### その他のテレビ番組
- 世界コスプレサミット2009〜真夏だぜ! クールジャポン爆笑祭〜（2009年8月8日、テレビ愛知）
- 3時のつボッ!（2010年6月28日 - 9月27日、テレビ愛知） - 月曜レギュラー

### ラジオ
- SKE48 観覧車へようこそ!!（2009年5月18日 - 不定期出演、CBCラジオ）

## ライブ・イベント

### 合同ライブ
| 出演日         | タイトル                        | 会場                     | 備考 |
| -------------- | ------------------------------- | ------------------------ | ---- |
| 2017年12月28日 | Music B.B.Presents アニソンB.B. | TSUTAYA O-EAST（東京都） |      |